# Mysticisme chrétien

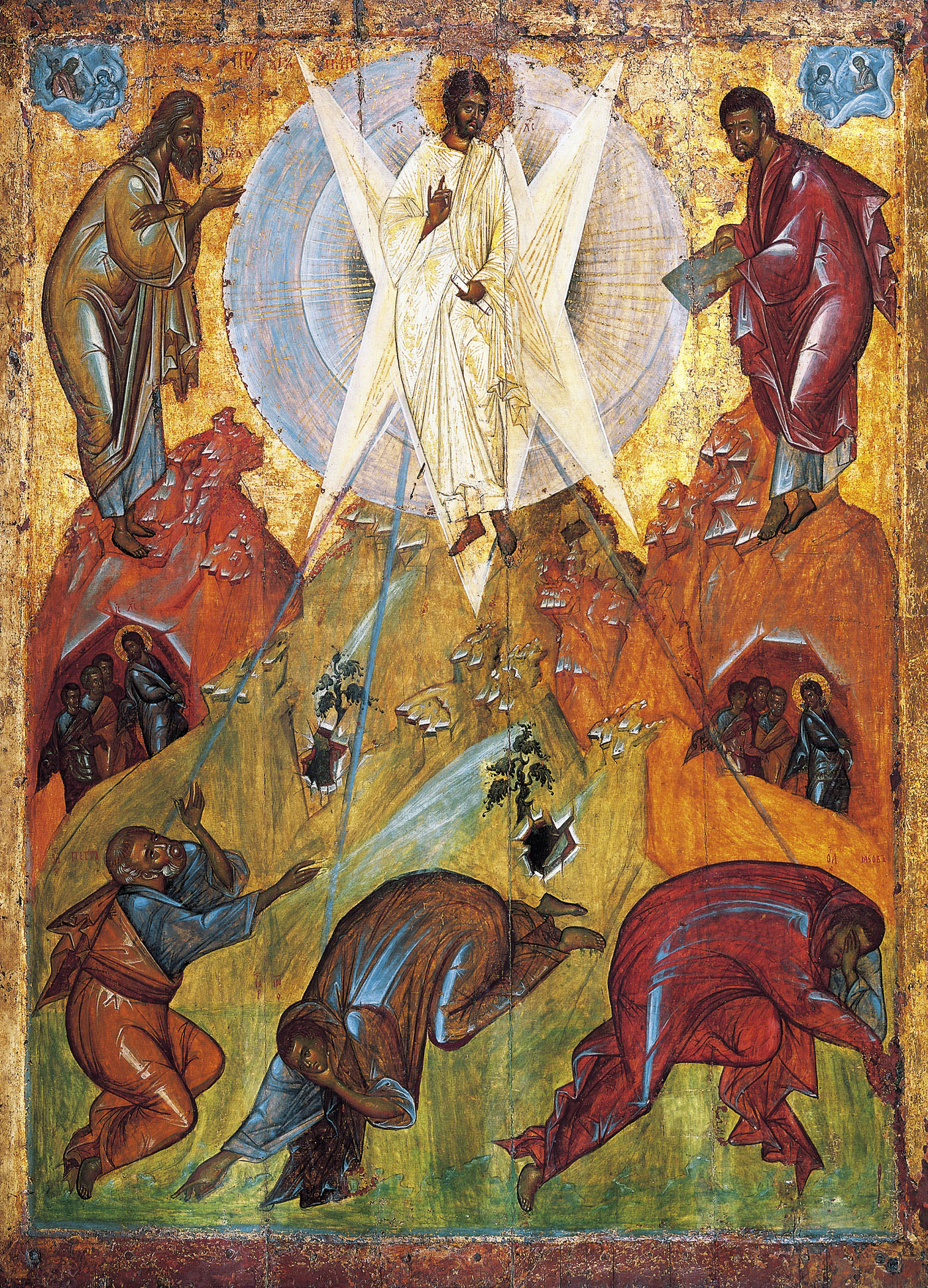
Icône orthodoxe russe de la Transfiguration (Théophane le Grec, vers 1408).

Le mysticisme chrétien est la tradition des pratiques mystiques et de la théologie mystique au sein du christianisme qui « concerne la préparation [de la personne] pour la conscience et l'effet […] d'une présence directe et transformatrice de Dieu » ou « amour divin ». Jusqu'au VIe siècle, la pratique de ce qu'on appelle aujourd'hui le mysticisme était désignée par le terme contemplatio, cf. theoria, de contemplatio (latin ; grec ancien θεωρία, theoria, « contemplation », de Dieu ou du divin,,).
Le christianisme a adopté la terminologie latine (contemplatio, contemplation) pour décrire diverses formes de prière et le processus de connaissance de Dieu.
Les pratiques contemplatives vont de la simple méditation des Saintes Écritures (c'est-à-dire la Lectio divina) à la contemplation de la présence de Dieu, aboutissant à la théosis (union spirituelle avec Dieu) et aux visions extatiques de l'union mystique de l'âme avec Dieu . Trois étapes sont discernées dans la pratique contemplative, à savoir la catharsis (purification),, la contemplation proprement dite et la vision de Dieu.
Les pratiques contemplatives occupent une place prépondérante dans l'orthodoxie orientale et connaissent un regain d'intérêt pour le christianisme occidental.

## Étymologie
Le grec ancien theoria (θεωρία) signifiait « contemplation, spéculation », de theorein (θεωρεῖν) « considérer, spéculer, regarder », et theoros (θεωρός) « spectateur ». Ces termes sont dérivés de thea (θέα) « vue » et du verbe horan (ὁρᾶν) « voir ». Il exprimait l'état d'être spectateur. Le grec θεωρία et le latin contemplatio signifiaient principalement regarder les choses, que ce soit avec les yeux ou avec l'esprit.
Selon William Johnston, jusqu'au VIe siècle, la pratique de ce qu'on appelle aujourd'hui le mysticisme était désignée par le terme contemplatio, cf. theoria. Selon Johnston, « la contemplation et le mysticisme parlent de l'œil de l'amour qui regarde consciemment des réalités divines. » Ian Rutherford, et Gregory Grieve ont démontré des similitudes entre l'idée grecque de theoria et l'idée indienne de darśana (darshan).

### Mysticisme

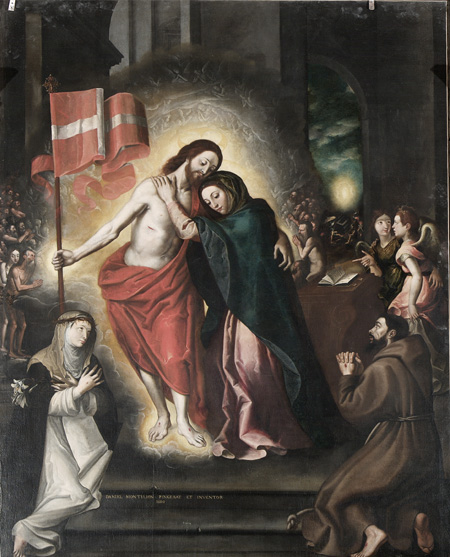
Mariage mystique du Christ et de l'Église.

« Mysticisme » est dérivé de l’adjectif « mystique », lui-même emprunté au latin mysticus, « relatif aux mystères », et conservé dans la langue de l’Église. Ce terme latin a été formé sur le grec ancien μυστικός, mystikos, signifiant « qui concerne les mystères, initié ». À l’époque hellénistique, un mystikos était un initié à un culte à mystères. « Mystique » faisait référence à des rituels religieux secrets  et l'utilisation du mot manquait de toute référence directe au transcendantal. Au début du christianisme, le terme mystikos faisait référence à trois dimensions, qui se sont rapidement entremêlées, à savoir la dimension biblique, la dimension liturgique et la dimension spirituelle ou contemplative. La dimension biblique renvoie aux interprétations « cachées » ou allégoriques des Écritures,. La dimension liturgique renvoie au mystère liturgique de l'Eucharistie, à la présence du Christ à l'Eucharistie. La troisième dimension est la connaissance contemplative ou "expérientielle" de Dieu.

## Définition du mysticisme

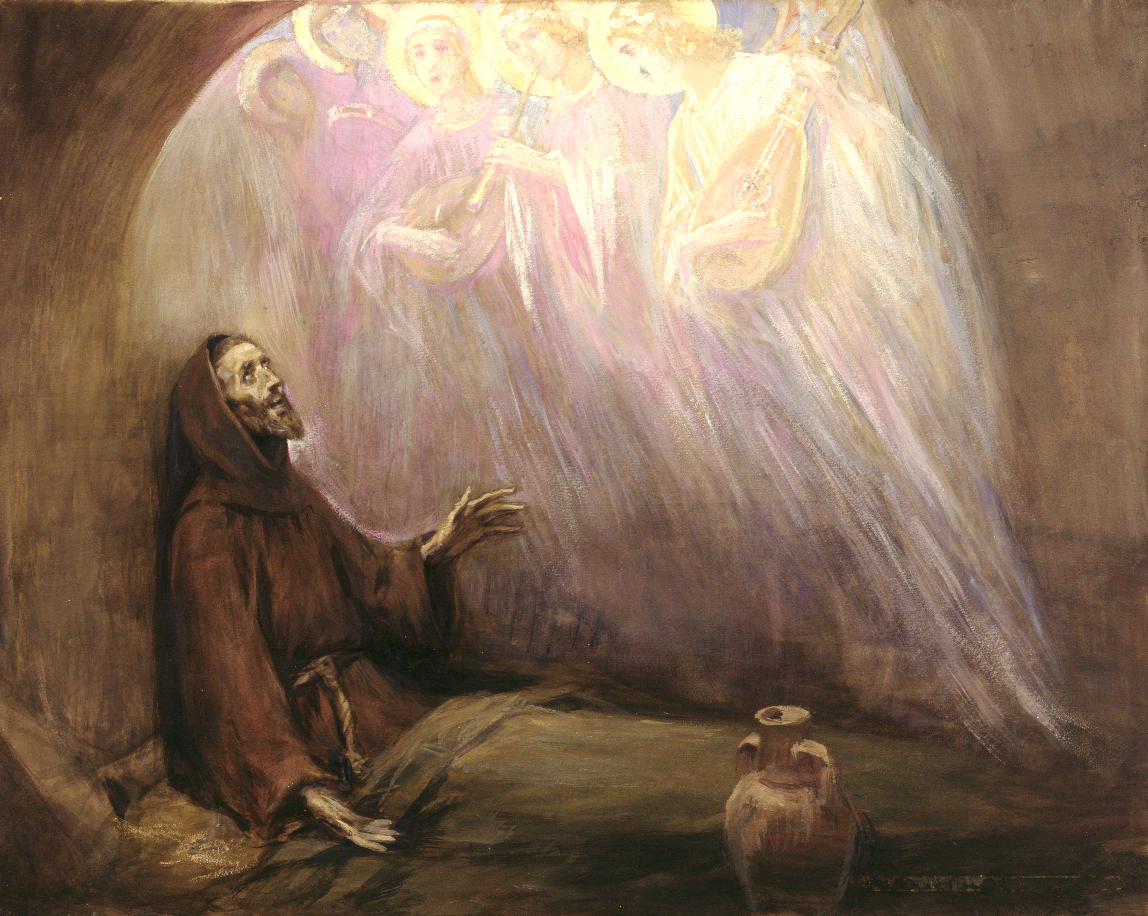
Vie de François d'Assise par José Benlliure y Gil.

### Présence transformatrice de Dieu
Bernard McGinn définit le mysticisme chrétien comme :

« La partie ou l'élément de la croyance et de la pratique chrétiennes qui concerne la préparation, la conscience et l'effet d'une présence directe et transformatrice de Dieu. »

McGinn soutient que la « présence » est plus précise que « l'union », puisque tous les mystiques ne parlaient pas d'union avec Dieu, et puisque de nombreuses visions et miracles n'étaient pas nécessairement liés à l'union.

### Présence versus expérience
McGinn soutient également la thèse que nous devrions parler de « conscience » de la présence de Dieu, plutôt que d'« expérience ». En effet, il estime que l'activité mystique ne concerne pas simplement la sensation de Dieu en tant qu'objet extérieur, mais plus largement : « ...de nouvelles façons de connaître et d'aimer fondées sur des états de conscience dans lesquels Dieu devient présent dans nos actes intérieurs. » William James a popularisé l'utilisation du terme « expérience religieuse » dans son livre de 1902 The Varieties of Religious Experience. Il a également influencé la compréhension du mysticisme en tant qu'expérience distinctive qui fournit des connaissances.
Wayne Proudfoot fait remonter les racines de la notion d'expérience religieuse au théologien allemand Friedrich Schleiermacher (1768-1834), qui soutenait que la religion est basée sur un sentiment de l'infini. La notion d'expérience religieuse a été utilisée par Schleiermacher pour défendre la religion contre la critique scientifique et laïque croissante. Il a été adopté par de nombreux spécialistes de la religion, dont William James était le plus influent.